# Minopolagač
Minopolagač je ratni brod sagrađen i opremljen u svrhu polaganja mina u more.
Minopolagači se razlikuju oblikom i dizajnom, tako da mogu imati samo nekoliko stotina tona i skoro nikakvo pomoćno naoružanje, ali i izgledom i naoružanjem biti skoro istovetni razaraču.
Američka mornarica je tako razvila i posebnu podmornicu koja se zove minopologač. Danas, pak, morske mine često polažu u tu svrhu posebno opremljeni avioni i helikopteri.
Najpoznatiji, a možda i najvažniji minopolagač u istoriji je turski Nusrat, čije su mine 18. marta 1915. potopile dva britanska i jedan francuski bojni brod, te tako u početku poremetile planove Antante u dardanelskoj operaciji, imajući tako bitnu ulogu za dalji tok Prvog svetskog rata.

## Spoljašnje veze
- Dewar, Alfred (1922). „Minesweeping and Minelaying”. Encyclopædia Britannica. 31 (12 изд.). стр. 949—995.